# NNNニュースプラス1
『NNNニュースプラス1』（英字表記：NEWS PLUS 1）は、1988年4月4日から2006年3月31日まで（土曜日は1988年4月9日から2006年4月1日まで、日曜日は1996年4月7日から2000年9月24日まで）日本テレビ系列 (NNN) で放送されていた、夕方のニュース・情報番組である。略称は「ニュースプラス1」、「プラス1」。

## 概要
前番組『ライブオンネットワーク』は1年半で終了し、メインキャスターに『ズームイン!!朝!』で人気を得ていた当時日本テレビアナウンサーの徳光和夫を起用した当番組をスタート。テレビ欄でも「徳光のNプラス1」と表記し、「徳光が分からないとニュースじゃない」というキャッチフレーズとともに、誰にでも分かりやすいニュース番組を目指した。
1996年10月から他局に先駆けて放送時間を拡大。平日キャスターの真山・木村コンビは2002年秋まで約8年半続いた。
2006年4月3日（土曜版は4月8日）からは、月曜 - 木曜放送開始時刻を16:53 に繰り上げた上で『Newsリアルタイム』に改題リニューアルした。
この改編には夕方ニュースを早い時間からスタートすることでゴールデンタイムへの視聴者の流れを強化したいという狙いがあったという。

## 歴史

### 平日版
- 1988年4月4日、第1回放送。スタジオセットは前番組「ライブオン −」のものをそのまま流用。前年に現役を引退した江川卓が出演した。また、日本テレビ開局35周年番組『チョモランマはそこにある』（1988年5月5日放送）に先駆け、チョモランマ（エベレスト）からの生中継も行われた。
- 1988年7月、よみうりテレビの2代目本社ビル移転を記念し、よみうりテレビとの共同企画として大阪のスタジオに徳光が赴き、同局の岡俊太郎キャスターと2人で番組を進行。関東ローカル枠でも一部を除き、よみうりテレビと同内容で放送した。
- 1989年10月、徳光が日本テレビを退社。フリーアナウンサーの立場でメインキャスターを継続した。また翌11月には徳光がビロード革命に揺れるプラハの模様を現地リポートし、体操選手時代にファンだったというベラ・チャスラフスカにインタビューを行った。
- 1989年11月3日、広島カープのファンとして知られる久米宏が『ニュースステーション』（テレビ朝日）の企画「ジャイアンツエイド'89」の開幕直前の放送で表明した読売ジャイアンツがこの年の日本シリーズを制した時の公約に従い、頭髪を坊主にして当番組へ生出演した[3]。『おしゃれ』終了以来、約2年半ぶりの日テレ出演を果たした久米は「読売ジャイアンツ、バンザイ!」と叫び、「悔しいですね」と一言嘆いた。さらにはフリーになったばかりの徳光に「頑張ってください」とエールも送った[3]。そしてジャイアンツの選手陣の寄せ書きサインが書かれた帽子をプレゼントし、テレビ朝日[注 3]に向かう久米を送った[3]。当初、久米は3分間の出演の予定だったが、予定よりも4分オーバーし18:37まで出演した[3]。なお当番組としては公約翌日の放送の全国ネットパートの最後で早速徳光が「当番組としては大歓迎」という趣旨のコメントを出していた。
  - 『報知新聞』によると、10月29日に読売ジャイアンツが日本シリーズを制し、日本テレビとテレビ朝日との水面下の交渉の末、11月1日に「バンザイ時の取材はNG」「久米のバンザイシーンのVTR放映はテレビ朝日及びオフィス・トゥー・ワン（久米の所属事務所）の許諾を得る」ことを条件に久米の出演が決まった。テレビ朝日としては、『プラス1』の裏番組としてNHKからフリーになった千田正穂を起用した『600ステーション』が10月2日から始まるも、視聴率が2パーセントから4パーセントと低迷していた[3]。
  - この一件は翌日の民放テレビ各局の朝のワイドショーでも話題として採り上げられただけではなく、ネット局が飛び降りる18:30からのスポーツコーナーでの出演だったため、中京テレビ・よみうりテレビ[注 4]など一部系列もローカル枠の開始を遅らせてこの模様をネットした[3]。
  - 後に徳光は、この一件をきっかけに時間帯視聴率がトップだった『FNNスーパータイム』を『プラス1』が上回るようになったと話している[4]。
- 1990年4月2日、徳光が金曜放送を降板し、週4日の出演となる。これは徳光のフリー転身から半年が経過し、他局番組（『クイズダービー』『徳光のTVコロンブス』）の司会が相次いで決まったことによる。1990年4月6日から1991年9月27日まで金曜日は久能靖などが担当し、土曜・『日曜夕刊』と同じフォーマットで放送していた。1990年4月1日に開局した石川県のテレビ金沢で放送を開始した。
- 1990年9月26日、当時参議院議員であったアントニオ猪木[注 5]がスタジオに出演。数日前までイラクに滞在しており、在イラクの日本人人質開放に当たっていた際の内情について語った。
- 1991年4月1日、前週まで『600ステーション』（テレビ朝日）を放送していた長野県のテレビ信州、開局した長崎県の長崎国際テレビで放送を開始した。テレビ信州は長野朝日放送開局によるネットチェンジだった。
- 1991年10月1日、徳光の勇退に伴い、元NHKアナウンサーの相川浩・元テレビ岩手アナウンサーの桜田順子がメインキャスターに就任する。併せてオープニングCGも更新された（テーマ曲やジングルは継続）。徳光時代の立席スタイルとは違い、座って伝えていた。金曜・土曜・『日曜夕刊』と同じテロップを使用していた。
- 1992年10月5日、オープニングテーマが国府弘子作曲に変更。相川が降板。『ライブオンネットワーク』『きょうの出来事 Sports&News』キャスター・『ルックルックこんにちは』『午後は〇〇おもいッきりテレビ』のニュースコーナーを担当していた真山勇一がメインキャスターに就任。真山は前番組『ライブオンネットワーク』終了以来、4年半ぶりに夕方のニュースに再登板する。同時に大幅なリニューアルを開始。徳光時代と同じく立席でのスタイルに戻したほか、ニュースの見出し時にアタック音を入れていた（土曜・『ニュースプラス1・サンデー』は除く）[注 6]。また、2024年11月現在の報道番組で使われているナレーションを取り入れるなどワイドショー化が始まった。この日から1996年8月ごろまで、NNNの全ニュース番組のテロップはテレビ朝日と同じものになった（一部テロップは1988年4月4日から使用していた）。
- 1993年5月31日、『昼のニュース』、『ニューススポット』、『きょうの出来事』の各番組と共に展開した2か国語放送を廃止。CNNニュースなど外部からの2か国語ニュース等に人気などを取られたことが理由とされる。6月1日以降はモノラル放送で通していた。
- 1993年6月9日、『NNN皇太子さま・雅子さんご成婚スペシャル 麗しのプリンセス誕生! 14時間テレビ』の第四部『NNNニュースプラス1スペシャル 6/9華麗ご成婚雅子さま誕生特別完成保存版』(17:30 - 19:00)として放送[5]。
- 1994年2月、桜田が降板。アナウンサーとして金曜・土曜・日曜版を担当した後、報道記者に転じていた木村優子がメインキャスターに就任。以後、真山・木村コンビが『プラス1』の顔として定着していくことになる。
- 1994年4月1日、開局した鹿児島県の鹿児島読売テレビで放送開始。
- 1995年4月、18時台前半のネットスポンサーを廃止。
- 1995年4月20日から5月11日まで、木曜日のみオウム真理教関連放送のため19:56まで延長放送。この間19:00枠の『嗚呼!バラ色の珍生!!』は休止した。
- 1995年公開の映画『ガメラ 大怪獣空中決戦』では本番組が劇中劇として登場。ガメラやギャオス襲来を真山・木村両キャスターが伝えている。
- 1996年9月30日、17:30開始に繰り上げ。全国ニュースも17:57からに放送時間が繰り上がる。タイトルロゴ・オープニングテーマ・オープニングCGを全面的にリニューアル、ロゴと向日葵を用いたCGデザインはケネックジャパンが制作したもの（このオープニングは17:30から放送していた地域・『サスペンス傑作劇場』終了後のよみうりテレビ・1997年3月31日から18時台にローカルニュースを放送していたテレビ金沢など一部地域に限られていた）。これは平日は2000年9月まで、土曜日のテーマ曲は2002年9月まで使われた。
- 1999年4月、6時台前半のネットスポンサーを復活。
- 2000年10月2日、放送開始を17:00に繰り上げ。この年にはプラスわんちゃんという番組のイメージキャラクターが登場し、2001年9月まで、このキャラクターは17時台オープニング映像にも登場していた。番組末期までは公式サイト内の「犬徒然草」のコーナーでもこのキャラクターを見ることができた。時間拡大とともに芸能ニュースのコーナーなどが開始した。
- 2002年1月8日、リアルタイム字幕放送を全国ネットワーク放送時間帯に実施（土曜日も同様）。
- 2002年9月27日、真山・木村コンビが揃って降板。この日のエンディングでは真山・木村と同じくこの日で降板する長谷川憲司が各々降板の挨拶を行った。その後、後任のキャスター陣（笛吹雅子・藤井貴彦・清原久美子）が登場して意気込みを述べ、最後は笛吹・藤井が真山・木村に花束を渡して番組は終了した。
- 2002年9月30日からは真山・木村の後任となるメインキャスターとして、アナウンス職から報道記者に転じていた笛吹雅子と同年3月までサブキャスターとして出演していた藤井貴彦が登板（藤井は実質半年ぶりの復帰）し、オープニングと全国ネット枠の冒頭で笛吹・藤井が登板の挨拶を行った。同時にテーマ曲・スタジオセット・テロップデザインを大幅に刷新した。新体制初日となったこの日は、同日に小泉純一郎首相（当時）が行った内閣改造に関するニュースなどを伝えた。
- 2004年3月1日、汐留・日本テレビタワーに移転した事に伴いスタジオセットを変更、スタジオ映像のみハイビジョン制作となり東名阪エリアでは画面サイズが16:9になる。移転後も3月27日までは従来のタイトル映像やテロップデザイン（書体のみ変更）のまま放送していたが、3月29日には本社屋移転によるイメージチェンジのため、オープニングCGと番組タイトルロゴを変更した（タイトルロゴに英字を使用）。それと同時に放送時間を17:25に繰り下げ（2005年4月から金曜日は再び17:00に繰り上げ）。
- 2005年3月25日に藤井が降板。藤井はこれ以降、2010年春に『news every.』のメインキャスターに就任するまで夕方の時間帯から離れることとなる。3月28日からは後任として日本テレビ報道局記者の近野宏明が登板した。
- 2006年3月27日から3月31日（土曜日の『プラス1サタデー』を含むと4月1日）までは、『プラス1』のスタジオではなく、報道フロアから放送された（『Newsリアルタイム』用にスタジオセットリニューアルのため）。
- 2006年3月31日の『プラス1』としての最後の放送は、プロ野球開幕戦中継との兼ね合いで16:30 - 17:45に時間繰り上げ・短縮の上放送された。番組終盤では当番組開始からの18年間を振り返るVTRが流れ、VTRの最後で「しかし、スタートして18年が過ぎたこの春、『ニュースプラス1』には重大な転換期が訪れました」というナレーションがあったところで一旦CM入り[6]。その後、CM明けで『Newsリアルタイム』へのリニューアルを告知する宣伝スポットが放送されたのに続いて笛吹・近野がセット建て替え工事中のスタジオで『リアルタイム』へのリニューアルを改めてPR、笛吹が涙ながらに挨拶を行ってひとまず18年間の歴史に幕を閉じた。
- なお、4月3日放送された報道特別ドラマ『アース・クエイク 平成18年春・東京大震災』では、笛吹・近野が本人役で出演。本番組のスタジオセットが地震の激しい揺れによって損壊し、2人が壊れたセットの下敷きになる様が描かれた場面があった。

### 週末版・久能靖時代の金曜版
- 1989年1月7日、昭和天皇崩御のため、報道特番をネットしたNNSオブザーバー局（テレビ神奈川、テレビ埼玉、千葉テレビ、群馬テレビ）でも臨時に「プラス1」をネットした（『きょうの出来事』も同様）。この日は土曜日だったが、徳光和夫など平日のキャスターが担当していた。なお、本番組開始時に日本テレビは報道用のテロップをそれまでの写植によるテロップカードからワープロシステムに変えたが、この日は従前のテロップカードが使われた。
- 1990年3月31日：芦沢俊美・井田由美が降板。芦沢は週後半の『昼のニュース』担当や1991年に開催される世界陸上東京大会実況準備などのため降板。井田は『きょうの出来事』（金曜・土曜・日曜）へ異動。
- 1990年4月6日：久能靖・木村優子（1991年4月からは三崎由紀）に交代。同時に土曜日・『日曜夕刊』に加え、金曜日も担当することになった。『日曜夕刊』は1990年4月1日からテレビ金沢開局に合わせてのリニューアルとなった（『きょうの出来事』も同様）。画面上に出ていたニュースの見出しを画面下に変更した（『日曜夕刊』・金曜日・土曜日・日曜日の『きょうの出来事』も同様）
- 1991年10月5日：芦沢俊美・木村優子（1992年10月からは鷹西美佳）に交代。金曜日は平日と同じ体制に戻る。
- 1995年4月、土曜日前半のネットスポンサーを廃止。
- 1996年4月6日：平日と同じタイトルでの放送だった土曜日を、4月から『ニュースプラス1・サタデー』にタイトルを変更。
- 1996年4月7日：日曜日は『日曜夕刊』をリニューアルした『ニュースプラス1・サンデー』がスタート。
- 1996年5月26日：1988年4月から通算6年8か月担当していた芦沢俊美が別部署異動のため降板。
- 1996年6月1日：芦沢俊美から『ジパングあさ6』『ルックルックこんにちは』のニュースを担当している石田昭彦に交代。
- 2000年9月、『ニュースプラス1・サンデー』・『独占SPORTS情報』の統合による『The独占サンデー』（後の『真相報道 バンキシャ!』）のスタートにより『ニュースプラス1・サンデー』打ち切り。再び5年ぶりに土曜日のみの放送となる。
- 2002年1月、平日版と同様、リアルタイム字幕放送を実施。
- 2006年4月1日をもって『ニュースプラス1・サタデー』というタイトルでの放送を終了。この日はニューススタジオがセット建て替え工事で使用出来ないため報道フロアの顔出しブースから放送された。4月8日から『Newsリアルタイム・サタデー』に改題された。

## 出演者

### メインキャスター
| 期間      | 期間      | 男性        | 男性     | 男性      | 男性         | 女性                | 女性     | 女性      | 女性         |
| 期間      | 期間      | 月曜 - 木曜 | 金曜     | 土曜1     | 日曜         | 月曜 ‐ 木曜         | 金曜     | 土曜1     | 日曜         |
| --------- | --------- | ----------- | -------- | --------- | ------------ | ------------------- | -------- | --------- | ------------ |
| 1988.4.4  | 1990.3.31 | 徳光和夫    | 徳光和夫 | 芦沢俊美2 | （放送なし） | （不在）            | （不在） | 井田由美3 | （放送なし） |
| 1990.4.2  | 1991.3.31 | 徳光和夫    | 久能靖   | 久能靖    | （放送なし） | （不在）            | 木村優子 | 木村優子  | （放送なし） |
| 1991.4.1  | 1991.9.30 | 徳光和夫    | 久能靖   | 久能靖    | （放送なし） | 木村優子 永井美奈子 | 三崎由紀 | 三崎由紀  | （放送なし） |
| 1991.10.1 | 1992.10.3 | 相川浩      | 相川浩   | 芦沢俊美  | （放送なし） | 桜田順子            | 桜田順子 | 木村優子  | （放送なし） |
| 1992.10.5 | 1994.2.26 | 真山勇一    | 真山勇一 | 芦沢俊美  | （放送なし） | 桜田順子            | 桜田順子 | 鷹西美佳  | （放送なし） |
| 1994.2.28 | 1996.3.30 | 真山勇一    | 真山勇一 | 芦沢俊美  | （放送なし） | 木村優子            | 木村優子 | 鷹西美佳  | （放送なし） |
| 1996.4.1  | 1996.5.26 | 真山勇一    | 真山勇一 | 芦沢俊美  | 芦沢俊美     | 木村優子            | 木村優子 | 鷹西美佳4 | 鷹西美佳4    |
| 1996.5.27 | 1999.4.4  | 真山勇一    | 真山勇一 | 石田昭彦5 | 石田昭彦5    | 木村優子            | 木村優子 | 鷹西美佳4 | 鷹西美佳4    |
| 1999.4.5  | 2000.9.30 | 真山勇一    | 真山勇一 | 高田元広6 | 高田元広6    | 木村優子            | 木村優子 | 鷹西美佳4 | 鷹西美佳4    |
| 2000.10.2 | 2001.9.29 | 真山勇一    | 真山勇一 | 近野宏明  | （放送終了） | 木村優子            | 木村優子 | 鷹西美佳4 | （放送終了） |
| 2001.10.1 | 2002.9.28 | 真山勇一    | 真山勇一 | 後藤俊哉7 | （放送終了） | 木村優子            | 木村優子 | 鷹西美佳4 | （放送終了） |
| 2002.9.30 | 2005.3.26 | 藤井貴彦    | 藤井貴彦 | 後藤俊哉7 | （放送終了） | 笛吹雅子            | 笛吹雅子 | 鷹西美佳4 | （放送終了） |
| 2005.3.28 | 2006.4.1  | 近野宏明    | 近野宏明 | 後藤俊哉7 | （放送終了） | 笛吹雅子            | 笛吹雅子 | 鷹西美佳4 | （放送終了） |

- 最終回時点の上記出演者は、全員後番組『Newsリアルタイム』も続投。
- 1 1996年3月まで土曜日担当者全員と1990年4月から1991年9月まで金曜日担当者は『日曜夕刊』を兼務。
- 2 『昼のニュース』を兼務。舛方勝宏がスポーツ取材などで不在の場合『きょうの出来事』（金曜 ‐ 日曜）を兼務
- 3 平日の『ライブオンネットワーク』から続投。
- 4 『ニューススポット』、『きょうの出来事』を兼務。
- 5 芦沢の他部署への異動に伴う。
- 6 日曜版の後番組『THE独占サンデー』も続投。
- 7 『THE独占サンデー』を兼務。
- 三崎・相川・桜田以外は出演当時日本テレビ所属。徳光は1989年10月よりフリーアナウンサーに転向した。久能は1990年9月にフリージャーナリストに転向したため、立場上は日本テレビ専属契約キャスターとなった。
- 笛吹と日曜版終了後の鷹西はトップクレジット扱い。
- 藤井は当番組を降板してから5年後、2010年3月末にスタートした『news every.』のメインキャスターに就任し当枠復帰を果たしている。
- 1990年8月24日・1990年8月25日は木村優子が休暇のため、大島典子が代役を務めた。

### サブキャスター、コーナー担当キャスター
| 期間      | 期間      | サブ                | スポーツ   | スポーツ                | お天気     | お天気          | 芸能 （エンタメ5）  |
| 期間      | 期間      | サブ                | 男性       | 女性                    | 平日       | 土曜            | 芸能 （エンタメ5）  |
| --------- | --------- | ------------------- | ---------- | ----------------------- | ---------- | --------------- | ------------------- |
| 1988.4.4  | 1988.10.1 | 日高直人 深堀恵美子 | （不在）   | 田中陽子                | 木原実1・5 | （シフト勤務）3 | （コーナーなし）    |
| 1988.10.3 | 1989.4.1  | 日高直人2           | （不在）   | 松田奈利子              | 木原実1・5 | （シフト勤務）3 | （コーナーなし）    |
| 1989.4.4  | 1990.3.31 | 日高直人2           | （不在）   | 永井美奈子4 関谷亜矢子4 | 木原実1・5 | （シフト勤務）3 | （コーナーなし）    |
| 1990.4.2  | 1991.3.30 | 日高直人2           | 多昌博志   | （不在）                | 木原実1・5 | （シフト勤務）3 | （コーナーなし）    |
| 1991.4.1  | 1993.4.3  | （不在）            | 鈴木健     | （不在）                | 木原実1・5 | （シフト勤務）3 | （コーナーなし）    |
| 1993.4.5  | 1995.3.30 | （不在）            | 平川健太郎 | （不在）                | 木原実1・5 | （シフト勤務）3 | （コーナーなし）    |
| 1995.10.2 | 1996.9.28 | （不在）            | 藤井貴彦   | （不在）                | 木原実1・5 | （シフト勤務）3 | （コーナーなし）    |
| 1996.9.30 | 1998.3.29 | 藤井貴彦            | 羽鳥慎一   | 小菅麻里                | 木原実1・5 | （シフト勤務）3 | （コーナーなし）    |
| 1998.3.30 | 1998.4.12 | 藤井貴彦            | 金子茂     | 小菅麻里                | 木原実1・5 | （シフト勤務）3 | （コーナーなし）    |
| 1998.4.13 | 1998.9.27 | 藤井貴彦            | 蛯原哲     | 小菅麻里                | 木原実1・5 | （シフト勤務）3 | （コーナーなし）    |
| 1998.9.28 | 2000.9.30 | 藤井貴彦            | 蛯原哲     | （不在）                | 木原実1・5 | （シフト勤務）3 | （コーナーなし）    |
| 2000.10.2 | 2001.3.31 | 藤井貴彦 山下美穂子 | 寺島淳司   | （不在）                | 木原実1・5 | （シフト勤務）3 | （コーナーなし）    |
| 2001.4.2  | 2001.9.29 | 藤井貴彦 山王丸和恵 | 寺島淳司   | （不在）                | 木原実1・5 | （シフト勤務）3 | （コーナーなし）    |
| 2001.10.1 | 2002.3.30 | 藤井貴彦 山王丸和恵 | 寺島淳司   | （不在）                | 木原実1・5 | （シフト勤務）3 | （サブが担当）      |
| 2002.4.1  | 2002.9.28 | 長谷川憲司          | 寺島淳司   | （不在）                | 木原実1・5 | 山王丸和恵      | 魚住りえ4 古市幸子4 |
| 2002.9.30 | 2003.9.27 | （不在）            | 寺島淳司   | （不在）                | 木原実1・5 | 山王丸和恵      | 清原久美子          |
| 2003.9.29 | 2004.3.27 | 山本真純            | 田中毅     | （不在）                | 木原実1・5 | 山王丸和恵      | 清原久美子          |
| 2004.3.29 | 2005.3.26 | 山本真純            | 田中毅     | 陣内貴美子5             | 木原実1・5 | 延友陽子        | 清原久美子          |
| 2005.3.28 | 2006.4.1  | 山本真純 小西美穂5  | 田中毅     | 陣内貴美子5             | 木原実1・5 | 山下美穂子      | 清原久美子          |

- お天気キャスター以外はすべて平日の担当。週末のスポーツコーナーはメインが担当。
- 上記の末期出演者は清原以外全員『Newsリアルタイム』も続投。
- 1 『ライブオンネットワーク』から続投。
- 2 日高は1990年度末を待たずに降板（詳細な降板時期は不明）し、日本テレビを退社。穴埋めのサブキャスターには週末版を担当していた木村優子らがシフトで入った。
- 3 日曜版も同様。
- 4 交替で担当。
- 5 『news every.』も続投。
- 田中陽子・木原・松田・小菅・清原・陣内以外は出演当時日本テレビ所属。小西は当時よみうりテレビから出向。
- 木原は平日の『プラス1』を放送開始から放送終了まで出演したため、歴代出演者のなかでは唯一の皆勤となる（夏季休暇期間を除く）。末期はニュースや特集のナレーターも務めていた。

### コメンテーター（平日のみ）
- 不明 - 2006年3月：田宮榮一（不定期出演）

元警視庁捜査一課長、元新宿警察署署長でもあり、主に重大な犯罪が発生した時や大物人物逮捕等の時に出演していた。『Newsリアルタイム』→『news every.』（『every.』は不定期）にも出演。

### ナレーション
- 伊藤英敏、郷里大輔、茶風林、木原実

## 放送時間
すべて日本時間で記す。NNN枠以外は関東地方における放送時間。週末のNNN枠は放送開始から20分間。18:00開始だった頃は、30分枠に短縮される年末年始の平日に関しても同様の措置が取られ、いずれも18:20以後はローカル枠となっていた。
| 期間      | 期間       | 平日                    | 平日                     | 平日                   | 土曜                    | 日曜                   |
| 期間      | 期間       | 月曜 - 木曜             | 金曜                     | NNN枠                  | 土曜                    | 日曜                   |
| --------- | ---------- | ----------------------- | ------------------------ | ---------------------- | ----------------------- | ---------------------- |
| 1988.4.4  | 1988.6.25  | 18:00 - 18:55 （55分）  | 18:00 - 18:55 （55分）   | 18:00 - 18:30 （30分） | 18:30 - 18:50 （20分）  | （放送なし）           |
| 1988.6.27 | 1989.4.1   | 18:00 - 18:55 （55分）  | 18:00 - 18:55 （55分）   | 18:00 - 18:30 （30分） | 18:30 - 18:55 （25分）1 | （放送なし）           |
| 1989.4.3  | 1989.9.30  | 18:00 - 19:00 （60分）2 | 18:00 - 19:00 （60分）2  | 18:00 - 18:30 （30分） | 18:30 - 19:00 （30分）2 | （放送なし）           |
| 1989.10.2 | 1995.9.30  | 18:00 - 19:00 （60分）2 | 18:00 - 19:00 （60分）2  | 18:00 - 18:30 （30分） | 18:00 - 18:30 （30分）3 | （放送なし）           |
| 1995.10.2 | 1996.3.30  | 18:00 - 19:00 （60分）2 | 18:00 - 19:00 （60分）2  | 18:00 - 18:29 （29分） | 18:00 - 18:30 （30分）3 | （放送なし）           |
| 1996.4.1  | 1996.9.29  | 18:00 - 19:00 （60分）2 | 18:00 - 19:00 （60分）2  | 18:00 - 18:29 （29分） | 18:00 - 18:30 （30分）  | 18:00 - 18:30 （30分） |
| 1996.9.30 | 1998.10.4  | 17:30 - 19:00 （90分）  | 17:30 - 19:00 （90分）   | 17:57 - 18:23 （26分） | 18:00 - 18:30 （30分）  | 18:00 - 18:30 （30分） |
| 1998.10.5 | 2000.9.30  | 17:30 - 19:00 （90分）  | 17:30 - 19:00 （90分）   | 17:55 - 18:21 （26分） | 18:00 - 18:30 （30分）  | 18:00 - 18:30 （30分） |
| 2000.10.2 | 2000.12.29 | 17:00 - 19:00 （120分） | 17:00 - 19:00 （120分）  | 17:55 - 18:21 （26分） | 18:00 - 18:30 （30分）  | （放送終了）           |
| 2001.1.4  | 2002.6.29  | 17:00 - 19:00 （120分） | 17:00 - 19:00 （120分）  | 17:54 - 18:20 （26分） | 18:00 - 18:30 （30分）  | （放送終了）           |
| 2002.7.1  | 2004.3.27  | 17:00 - 19:00 （120分） | 17:00 - 19:00 （120分）  | 17:53 - 18:19 （26分） | 18:00 - 18:30 （30分）  | （放送終了）           |
| 2004.3.29 | 2005.3.26  | 17:25 - 19:00 （95分）4 | 17:25 - 19:00 （95分）4  | 17:50 - 18:17 （27分） | 18:00 - 18:30 （30分）  | （放送終了）           |
| 2005.3.28 | 2006.4.1   | 17:25 - 19:00 （95分）  | 17:00 - 19:00 （120分）5 | 17:50 - 18:17 （27分） | 18:00 - 18:30 （30分）  | （放送終了）           |

- 1 関東地方のみローカル枠を内包。
- 2 天気予報枠を吸収。
- 3 『鶴ちゃんのプッツン5』の縮小に伴い、30分繰り上げ。
- 4 16時台の情報番組枠の放送時間拡大に伴う。
- 5 『汐留スタイル!』の放送終了に伴い、金曜日のみ再び拡大。

## 放送内容

### 平日18時台
当初、全国ネット枠の提供スポンサーは、前番組からの流れを引き継ぎ、ネットスポンサーとローカルスポンサーの混在のため、BGMも含めて各局個別でクレジットを表示していた。しかし1995年4月からは全国枠もローカルスポンサーのみとなり、この間一部地方局（ローカルスポンサーのない局）では提供ゾーンが無音ということも見られた。1996年10月のリニューアルの際に提供読みコメント自体が廃止されて以降は提供ゾーンのBGMも日本テレビからの送出となるが、暫くは全国枠もローカルスポンサーのみで、数年後の1999年4月に全国枠がネットスポンサーのみの体制に変更された。
2004年11月から2005年4月1日まで、月曜 - 金曜放送では特別編成時を除き全国ニュースのオープニングと全国向けの挨拶が廃止され、ニュース映像（またはニュース読み）に右上ロゴ表示となった。しかし、場合によりロゴが表示されなかったり、中継の途中だったり、前のニュース映像が見切れていたりと中途半端だったことが多かったためか、4月4日放送から再びオープニングが放送されるようになった。
当初は放送時間を18:00 - 19:30まで放送させる計画だったが、クロスネット局などからクレームがつき、19:00から30分間、情報番組の『追跡』が放送された。開始初期は、関東地区のみ17:00前に15秒間生予告を放送していた（日高直人などサブキャスターが担当）。
18時台前半
開始当初は一般的なニュース・ミニ特集で構成。
- ニュース映像は各放送局が製作していたため、ニュースによって字幕の太さ[注 10] や文字などの色が違っているなど字幕が全体で統一されていなかった[注 11]。
- 1992年10月、真山・桜田の体制になってからは、フジテレビ『スーパータイム』と同じく立って伝え、ニュースの途中でアタック音を入れていた。綿密に編集されたVTRに外部のナレーターがナレーションする方針を採り、テレビ朝日の『ニュースステーション』（現在：報道ステーション）と同様、現在主流となっているVTR主導の番組作りの布石となる。そのため、17時台ではVTR主導ではなくキャスターが原稿を読む形式を採り、18時台及び裏番組との差別化を実施した。
- なお、番組の初期（18:00開始時代）には18:20頃に木原による全国のお天気コーナーもあった[注 12]。
- 1996年9月までは地方局が飛び降りる18:29にキャスターが「時刻はまもなく6時半です」（徳光は「続いては地元密着のニュースです」）と飛び降りる地方局への挨拶代わりのコメントをし、画面右に「まもなく6:30」というテロップを出して全国枠を終了していた（後者のテロップは真山・木村時代には無くなり、日本テレビではスポーツコーナーの予告テロップを出していた）。

18時台後半
「プラス1特集」、「プラス1スポーツ」、「木原さんのお天気」の3本立てで、終盤にニュースをいくつか放送。
本来関東ローカルでの放送だが、年末年始の時期はローカルニュース番組休止に伴い臨時にネットする地方局もあった。
- 「ジャイアンツ親父」こと徳光が出演していただけあって、スポーツニュースを全国向けニュースの後すぐ18:30から放送。そのあと特集と続いた。この編成は徳光の降板以後も続いた。
- 1996年の17時台進出後は、『スーパータイム』（フジテレビ）に対抗するべく、スポーツの前に特集を組む。そして、視聴率で完全に『スーパータイム』→『FNNニュース555 ザ・ヒューマン』を抜き、2001年まで民放トップの状態が続いていた[注 14]。
- しかし2002年6月に、2000年4月のリニューアルでグルメ・ドキュメンタリーの2本路線を打ち出した『スーパーニュース』（フジテレビ）が夕方の視聴率争いで『プラス1』を抜き去るようになると、取材過程での不祥事が相次ぐなど苦戦を強いられた。さらに、2002年9月に真山・木村コンビが降板した事で、番組のパワーダウンが顕著に現れるようになっていった。
- 2005年4月からはスポーツコーナーに芸能情報をあわせた「エンタメSPORTS」を放送。
- そして、番組開始以来変わらなかったのが劇団花組芝居の木原による天気予報。『ヤン坊マー坊天気予報』として放送していたが1996年9月を以てスポンサー契約を解消した[注 15]。マイスタジオを利用してマイスタジオ前[注 16] から伝えることで有名で、特に親子連れや小学生など一般人が毎日見学に来ていた。コーナー冒頭で現在の『news every.』に至るまで行っている「こんばんはー!」と木原と一般客が挨拶して始まるくだりもこの頃からあった。本社を汐留に移転後もマイスタジオ前からの中継は継続。18時台での親子連れなど一般客を入れての中継は大屋根広場に場所を移して、後番組『Newsリアルタイム』と現番組『news every.』でも行っている（2020年2月から2023年3月まではコロナ感染防止の観点から公開形式の放送は一時止めていた）。

### 平日17時台

#### 17:30スタート時代（真山・木村時代前期）
1996年10月にテレビ東京を除く在京キー局4局ではいち早く17時台へ進出し、18時台の視聴率上昇に貢献。この頃、系列ではまだドラマ再放送やテレビ東京のアニメ番組を編成していた局が多く、北海道や東北、広島・福岡などでも自社制作の夕方ワイド番組を放送していたため、半数程度の系列が17時台を放送した。『プラス1』の17時台進出成功をきっかけに、系列は相次いで自社製作の情報番組を開始した事でネット局は減少する。更に『スーパーニュース』の17:00開始で形勢逆転。2000年10月に17:00開始になった。
5分ほどのコーナーを小刻みに放送。オープニングのニュース以外は藤井貴彦がキャスターを務める。基本的にニューススタジオからは放送せず、18時台との区別化による変更を実施。18時台の全国ニュースでは、初期の頃は飛び乗り地域に配慮せず名前のテロップはなかった。
- オープニングの挨拶・冒頭のニュース（1項目 - 2項目）：このコーナーのみ真山・木村が出演。この部分は報道局フロアかマイスタ外のどちらかで行っていた。
- フラッシュニュース：副調整室を背景にして
- 木原さんの天気：マイスタ外から。差し替えなしでネット、予報はネット局に配慮
- ニュース特集：『あさ天5』のCGスタジオから。気になる言葉を解説
- いちなな情報：CGスタジオから放送。たまにマイスタジオから。詳細は後述
- 木原さんのお天気ラボ：CGスタジオから。主に関東の天気（詳細は後述）。ネット局は差し替え可能。

#### 真山・木村時代後期
2000年10月、藤井に加え山下美穂子が進行に加わる。このリニューアルから正式に西日本放送が17時台のネットを開始（17:30開始時代でも冒頭のニュース部分はネットしていた）。その後ローカルワイドを実施していない一部系列局も追随した。
いちなな情報
- 17時台進出の際に設けられたコーナー、17:45頃 - 17:50頃の放送。生活情報を中心に取り上げ、人気を博した。実験のコーナーでは『所さんの目がテン!』の初代リポーターだった馬場憲治も登場。リポーターの一人であった古市幸子、清原久美子、安井まみ子は、後に別コーナーで番組に関わることになる。当初は報道フロアから後にCGスタジオからの進行で、17:00開始になってからは「いちなな横丁」なる架空の商店街をバックにして進行していた。
- また、バラエティ番組『ウッチャンナンチャンのウリナリ!!』での「ドーバー海峡横断部」に藤井を参加させるため、お笑いコンビのウッチャンナンチャンの内村光良もリポーターとして登場した事もある（1999年）。

木原実のお天気ラボ
- 同じく17時台進出の際に設けられたコーナー、17:51頃から。気象予報士の木原実が相棒の花ちゃんと呼ばれる頭部が花の形をしたロボットのバーチャルペットと一緒に季節の話題から天気用語までを詳しく説明し、その後関東地方の天気予報（特別な事件・事故・災害で17時台から全国ネットの場合は全国の天気）を伝える天気コーナー。天気マークは当コーナー専用のデザインが採用されている。当時のプラス1の編成では17:57（のちに17:55→17:54）から全国のニュースを放送していたため、いちなな情報の次にお天気ラボのコーナーがあり、そのまま全国ニュースに突入していた。CGのフル活用やBGMが視聴者からかなり人気があったが、2001年のリニューアルでこの形態のコーナーとしては終了し、2002年9月までは同じ時間に「エンタメ5」のキャスターと一緒にマイスタジオ前から天気予報のみを伝える形式になった。ちなみにCG風景は当初は宇宙船内部の設定で、2000年秋のリニューアル後、野原に着陸した宇宙船の側にある小屋内部の風景にかわる。なお、花ちゃんは17時台進出時のオープニングにも出ていた。これとは別に「ごご5時ニッポン」の後にスタジオ外で天気を伝えるコーナーが登場し、今のスタイルの源流となっている。

ごご5時ニッポン
- 17:00開始に伴い設けられたコーナー。2000年10月から2001年8月まで、17:10から。
- ネット局（よみうりテレビ（1週だけ特別に参加）、山梨放送と、クロスネット局のテレビ大分、テレビ宮崎の計4局は不参加）を結んで、その時間の気温と天気、話題を放送するという“ズームイン!!朝!・お天気リレー”の様なコーナー。同じ時間に放送している系列地方局のローカルワイド番組の街頭リポーターが登場することが多かった。
- ちなみに、ネット局においては自社制作ワイド番組内でのコーナー内包とされ、17:10頃にワイド番組設置のない局は裏送り参加のみであった。また、自社制作ワイド番組を放送していた地域でも、自社ワイドの番組の流れを削がれるという理由から裏送り対応をとる局も少なくなかった。
- この時使用の温度計は『ズームイン!!朝!』と同じサイズのもの。時折、自社番組や24時間テレビでも使用。一部のローカルワイド番組で同時ネット、CS放送のNNN24（現在：日テレNEWS24）でも時差ネットで放送されていた。
- この時期、静岡第一テレビでは「CM未放送問題」が発生し、NNS会員資格が停止されていたことから『ズームイン!!朝!』への参加ができなかったため、こちらのコーナーへの素材提供が他局以上に多かった（報道ネットワークであるNNNの会員資格は停止されておらず、番組が報道局担当枠であったため、この枠への出中対応は可能だった。しかしながら静岡地区でのこの枠のネットはなく、あくまで「裏送り」対応）。

突撃!やすい
- 17:00開始に伴い設けられたコーナー。2000年10月から2001年8月まで。
- 「いちなな情報」を担当していた安井まみ子が都内の商店街から生中継し、商品を値切る。

一点突破!
- 17:00開始に伴い設けられた、17時台のVTR特集コーナー。2000年10月から2001年8月まで。当初は「いちなな情報」の前枠でマイスタから進行していたが、2001年4月からはトップニュースと「ごご5時ニッポン」の間に移動し、ニューススタジオから真山・木村コンビも交えて進行していた。進行は一貫して藤井と山下が担当。

ココが気になる!
- 17:00開始になって暫くしてから設置されたコーナー。2000年11月から2001年8月まで。報道記者が日替わりで登場し、主婦層の関心の高いニュース1項目を解説する。

#### 真山・木村時代末期
2001年9月、本来の改編時期は10月であるが、それよりも1か月早い9月の時点で内容がリニューアルされ、この時期からは17時台の殆どに真山・木村コンビが登場するようになる。17時台ではストレートニュース程度しかなかったニュース部分を拡大し、さらに従来の生活情報部分も含め一つ一つのコーナーを長く取るようになった。これに加え芸能情報コーナーも設けられている。なお、このリニューアルの直後に「アメリカ同時多発テロ事件」が発生、ニュースに時間が割かれるようになり、それまでの生活情報色は大幅に縮小、時折「特撮」のコーナーで取り上げられる程度となった。なお、サブキャスターは2001年4月に山下から山王丸和恵へ交代し、2002年4月に藤井と揃って降板（藤井は一時降板）。長谷川憲司がエンタメ5を主に担当するキャスターとして加わった。
エンタメ5
- 2001年9月から始まった芸能ニュースコーナー。『スーパーニュース』の「文化芸能部」に対抗する形で17:30ごろから放送。

特撮
- 2001年9月から開始された17時台の特集。正確なコーナー名は「NEWS特撮」（後に「プラス1特撮」に改題。改題時期不明）。水曜日には『Newsリアルタイム』でも継続された「北朝鮮の7日間」が放送された。2005年4月より『プラス1必見!』にタイトル変更（内容はほぼ同じで、「北朝鮮の7日間」も継続）。

なっ得!探検隊
- 2001年9月から「いちなな情報」の後継企画として登場。「いちなな」と比べるとVTRの時間が長くなっているが、リポーターがスタジオに登場することはなく、企画も日替わりだった。
- しかし開始早々、アメリカ同時多発テロ事件に伴う特別編成で1か月以上コーナー休止。10月半ばから週2回の放送として再開されるが、番組自体が以前と比べニュース部分に重きを置くようになり編成上足かせとなったためか、2002年1月ごろにひっそりと終了した。

#### 笛吹・藤井時代前期
2002年9月30日、メインキャスターが笛吹・藤井のコンビに入れ替わるが、当初1年間はコーナーの編成に大きな変更はなされず。「木原実の天気予報」をはさんで、17:30頃に「エンタメ5」を、17:40ごろから特撮を放送した。
コメンテーター解説
- キャスターがニュース原稿を読み、その後に専門分野のコメンテーターが解説を行う。コメンテーターは毎日3人 - 4人程度、代わり代わりに登場した。17時台前半は「1分 - 2分のニュースと解説、その後CMを4回 - 5回繰り返し」とCMを集中して放送、17時台後半はCMなしでそのまま18時台のニュースへと続く形をとった。
  - 大野元裕（中東調査会）
  - 佐々淳行（初代内閣安全保障室長）
  - 田宮榮一（元警視庁捜査一課長、元新宿警察署署長）
  - 重村智計（早稲田大学教授）
  - 中村慶一郎（政治評論家）

#### 笛吹・藤井時代後期→笛吹・近野時代
2004年3月29日、日本テレビ放送網本社屋汐留移転を機に、タイトルロゴ・オープニングテーマ・オープニングCGを全面的にリニューアル、変更。特にロゴは初の英字となった。
これと同時に平日16時台の情報バラエティ『汐留スタイル!』（のちにClick!、ラジかる!!を放送）の放送時間を30分拡大することとなり、放送開始時間を17:25に変更。ニュースを5分程度にまとめて放送した後に「特撮」、「エンタメ5」の順に放送。放送順序の入れ替えは特撮を休止させてオープニングのニュース拡大に対応させるためだった。のちに「エンタメ」、「特撮」の順序に再変更。
2005年4月8日からは金曜日のみ17:00からの放送に変更し、金曜日のみのコーナーが始まる（詳細は後述）。また、17時台のニュースは報道フロアから伝える形になった。
「北朝鮮の7日間」は『Newsリアルタイム』となった後も続けられた。
爆論!言わせてもらうぞ!!
2005年4月8日に始まった金曜日のみのコーナー。日本テレビ報道局の小西美穂が司会を務める討論コーナー。事前に収録して行われ、翌日に日テレNEWS24でディレクターズカット版として放送された。
直撃!コレなんで?!
理不尽な社会問題に対する調査報道コーナー。同様の企画は過去に特集で放送されていたが、それを単独コーナーにした。
エンタメ5
最新の芸能情報。一部地域でもネットされていた。
必見!
2005年4月に17時台の特集「特撮」を改題。一部の特集は、インターネットでも配信されていた。
北朝鮮の7日間
2002年頃から始まった企画。内容は朝鮮中央テレビの映像や観光ツアーから北朝鮮の思惑や実情などを分析することが多い。また、テレビで紹介された料理や、子供のすごい技などは必ず番組内でその道のプロや子供たちなどに実践してもらったりする。
プラス1特集/大注目
18時台の特集。当初は「プラス1特集」というコーナー名だった。グルメ特集や密着物を中心に放送。一部地域ではローカル番組内で大注目と同じ内容の特集を遅れて放送している。一部の特集は、インターネットでも配信されていた。
エンタメスポーツ
スポーツコーナー。当初はスポーツ情報のみだったが、2005年4月頃より芸能情報も放送している。一部地域でもネットされていた。
先出し!プラス1（※月曜日から木曜日までの『ラジかる!!』内）
『プラス1』の直前に放送されていた情報バラエティ『ラジかる!!』内で放送されたコーナー。近野または山本が当日の『プラス1』で放送するニュースの項目を紹介するいわばヘッドライン的なコーナー。月曜日から木曜日までの16:45過ぎから3分間放送。『プラス1』のキャスター・『ラジかる!!』の司会者とのやりとりもなされていた。

### 土曜版→ニュースプラス1・サンデー、久能靖など金曜日担当
土曜日の30分番組として定着してからは、前半20分で全国のニュース・スポーツを伝え、後半10分はローカルパートとして各地のニュースと天気予報を伝えた（このような番組構成は次番組の『Newsリアルタイム・サタデー』、現在の『news every.サタデー』にも引き継がれている）。なお。平日版とは異なり、スポーツニュースのコーナーは設置されていない。日曜版のスポーツニュースは、直後の『独占!!スポーツ情報』で対応。土曜日はプロ野球ナイターがある場合、巨人戦（東京ドームのみ）のミニ中継を行っていた（この番組以降、1988年4月から行っていた）。また、プロ野球ナイターの途中経過やデーゲームの結果を伝えていた。『ライブオンネットワーク』の土曜放送されていた『健康と医学』のコーナーは当番組からは放送されなくなった。
土曜日（久能靖担当時は金曜日も含む）の内容は基本的に『日曜夕刊』とテロップなどが同じであった。見出しタイトル部分の『日曜夕刊』（1990年3月まで）『日曜夕刊』（1990年4月から）の部分のみ『ニュースプラス1』（1990年3月まで）『プラス1』（1990年4月から）となっていた。オープニングの音楽は平日と同じだが、土曜日は『プラッス・ワン!!」』の音声がなかった（久能靖などの時代は金曜日に『プラッス・ワン!!」』の音声があった）。
土曜日の1989年9月30日までは、こんばんはと言った後、井田由美が「6時半になりました」と言って始まっていた（土曜日の『ライブオンネットワーク』までと同じ）。
土曜日の最初のCM前、1988年4月から6月までは『ライブオンネットワーク』と同じ形（途中で提供スポンサーと『日曜夕刊』全国ニュースエンディングのアレンジBGMが流れるもの）だったが、1988年7月2日からは芦沢俊美（久能靖時代は木村優子・三崎由紀、石田昭彦以降は鷹西美佳）がCM後のニュース内容と「コマーシャル(お知らせ）の後、お伝えします」「お知らせのあとはこのニュースからお伝えします」などの一言（2000年代になってからは鷹西が「コマーシャルの後は〇〇です」と言っていた）があった後、平日と同じCM前のテーマ音楽が流れていた（1996年4月7日以降の『ニュースプラス1・サンデー』も同じ）。
1988年7月以降、土曜日・『日曜夕刊』『ニュースプラス1・サンデー』エンディングは放送時間終了（NNN部分のみで終了する地域、NNNとローカルニュース天気予報を内包、NNNとローカルニュースを内包）が全国各地で異なっていた。土曜日の全国ニュース提供部分（18:48すぎ、1989年10月7日以降は18:18すぎ）に関しては、1988年7月以降からの『日曜夕刊』同様に『ひき続きニュースをお伝えします』のテロップや音楽を使用していた系列局（テレビ金沢・読売テレビなど）があった一方、『ひき続きニュースをお伝えします』と月曜 - 金曜のテーマ音楽を使用していた地域（福岡放送など）、18:48（18:18）に終了する地域（北日本放送・福井放送・中京テレビなど、『NNNニュース プラス1 END』のタイトルあり、テーマ音楽は平日と同じものか『NNN日曜夕刊』全国ニュースエンディングのどちらかを使用）など異なっていた。1992年10月以降も山形放送は初期の平日のテーマ音楽を使用していた。1996年4月の『ニュースプラス1・サンデー（サタデー）』開始後、日本テレビでは『ひき続きニュースをお伝えします』のテロップは用いず、CM明けのローカル枠で伝えるニュースの予告テロップが表示されていた。
1988年6月までは、全国ニュースの最後に芦沢俊美・井田由美が「それでは失礼致します」「またあした」とあいさつをしていたが、1988年7月、日本テレビなどがローカルニュースを吸収した後はこのようなあいさつはされなくなり、日本テレビではエンディングで最後のニュース項目のVTRと原稿読みのまま唐突に番組が終わっていた（これは『リアルタイム』→『every.』も同様）
1996年4月7日開始の『ニュースプラス1・サンデー』は『日曜夕刊』（15秒オープニングの後30秒CMあり）とは違い『ニュースプラス1・サタデー』と同じく、CMに入る前に「コマーシャルの後、お伝えします」とテーマ音楽を放送していた。提供コメントは平日版では1996年10月から廃止されたのは前述通りだが、週末版ではそれ以降も継続していた（前提供の場合、前述通り最初のCMに入る際はキャスターのCM明けの内容紹介をスタジオで行い、ニュース映像を背景に提供クレジットをコメント入りで表示していた。回線には無音のニュース映像しか乗らないため、日本テレビ以外はBGMごと音声を差し替えていた局が多かった）。
マル秘ウォッチ永田町
1週間の永田町（政界）の様子を振り返るコーナー。土曜日CM明け（18:09ごろ）に放送。元々は日テレNEWS24（時間帯によってはBS日テレで同時放送）の企画で、現在も放送中。インターネット配信もされている。なお、同コーナーは『Newsリアルタイム・サタデー』でも継続。

## テーマ音楽
| 期間      | 期間      | オープニング                               | エンディング                                          | 備考 |
| --------- | --------- | ------------------------------------------ | ----------------------------------------------------- | --- |
| 1988.4.4  | 1992.3.31 | 作曲：大島ミチル                           | （オープニングと同じ）                                | 平日、徳光が司会をしたときには自らが録音した （「プラッス・ワン!!」）のサウンドロゴがあった。 ただし、番組開始当時はこのサウンドロゴは使用していなかった。 土曜版のオープニング曲は平日と同じだったがサウンドロゴは使用していなかった。 キャスターが登場後、挨拶がありBGMが流れていた（土曜版は1991年10月から） ローカルニュースのオープニング・エンディングのテーマ曲は地域によって異なっていた。 テレビ金沢は日本テレビと同じテーマ曲を使っていた（『テレビ金沢日曜夕刊』も同様）。 山形放送・中京テレビはエンディング・提供部分で同じテーマ曲を使用していた。 福井放送は平日エンディングの提供部分以外、独自のテーマ曲を使っていた。 前述の通り、土曜版のエンディングテーマ曲は地域によって異なっていた。 |
| 1992.4.1  | 1992.9.30 | 作曲：大島ミチル                           | GAO 「サヨナラ」（日本テレビのみ）                    | この時期のエンディング曲「サヨナラ」は1992年4月期に日本テレビで放送された連続ドラマ『水曜ドラマ「素敵にダマして!」』の主題歌としても使用された（このため、1992年4月 - 6月の水曜日は「サヨナラ」が当番組と『素敵にダマして!』で都合2回流れていた）。 |
| 1992.10.1 | 1996.9.29 | 「IT'S COOL」 （国府弘子）の番組アレンジ版 | 「SMOOTH STRUTTIN'」 （国府弘子）                     | 「IT'S COOL」はニュースフラッシュ（週末は「フラッシュニュース」と呼称）でも使用された。 オープニングとエンディングの原曲は国府弘子のアルバム「ピュア・ハート」に収録されており、同アルバムからは他にも「BAREFOOT STEPPIN'」（全国ネットパート終了時BGM）「VITAMINA」「MRS. ROBINSON」が番組BGMに採用されている。 土曜の提供前BGM、山形放送・テレビ金沢などのエンディングなどはしばらく、1992年9月までのテーマ曲を使用していた。 |
| 1996.9.30 | 2000.9.30 | 作曲：大島ミチル                           | 作曲：大島ミチル （同時期のオープニングのアレンジ版） | オープニングのみステレオ音声だった。 土曜版は2002年9月28日まで使用。 全国ネットのオープニングでは週末のみ使用していた。 午後5時台のオープニング映像・音楽に関して 読売テレビでは番組開始直前の17:55前後から、 テレビ金沢では1997年3月31日以降『2時間ワイドじゃんけんぽん』内のニュースコーナーで使用していた。17:27からローカル枠を放送し、冒頭のニュース部分をネットしていた西日本放送ではこのオープニングが流れず、その後の挨拶から飛び乗っていた。 |
| 2000.10.2 | 2001.9    | 作曲：不明                                 | 作曲：大島ミチル （同時期のオープニングのアレンジ版） | オープニングのみステレオ音声だった。 土曜版は2002年9月28日まで使用。 全国ネットのオープニングでは週末のみ使用していた。 午後5時台のオープニング映像・音楽に関して 読売テレビでは番組開始直前の17:55前後から、 テレビ金沢では1997年3月31日以降『2時間ワイドじゃんけんぽん』内のニュースコーナーで使用していた。17:27からローカル枠を放送し、冒頭のニュース部分をネットしていた西日本放送ではこのオープニングが流れず、その後の挨拶から飛び乗っていた。 |
| 2001.9    | 2002.3.30 | （前述の理由により特定テーマ曲なし）       | 作曲：大島ミチル （同時期のオープニングのアレンジ版） | オープニングのみステレオ音声だった。 土曜版は2002年9月28日まで使用。 全国ネットのオープニングでは週末のみ使用していた。 午後5時台のオープニング映像・音楽に関して 読売テレビでは番組開始直前の17:55前後から、 テレビ金沢では1997年3月31日以降『2時間ワイドじゃんけんぽん』内のニュースコーナーで使用していた。17:27からローカル枠を放送し、冒頭のニュース部分をネットしていた西日本放送ではこのオープニングが流れず、その後の挨拶から飛び乗っていた。 |
| 2002.4.1  | 2002.9.28 | 作曲：不明                                 | 作曲：大島ミチル （同時期のオープニングのアレンジ版） | オープニングのみステレオ音声だった。 土曜版は2002年9月28日まで使用。 全国ネットのオープニングでは週末のみ使用していた。 午後5時台のオープニング映像・音楽に関して 読売テレビでは番組開始直前の17:55前後から、 テレビ金沢では1997年3月31日以降『2時間ワイドじゃんけんぽん』内のニュースコーナーで使用していた。17:27からローカル枠を放送し、冒頭のニュース部分をネットしていた西日本放送ではこのオープニングが流れず、その後の挨拶から飛び乗っていた。 |
| 2002.9.30 | 2004.3.27 | 作曲：大坪直樹                             | 作曲：大坪直樹                                        | |
| 2004.3.29 | 2006.4.1  | 作曲：R・O・N                              | 作曲：R・O・N                                         | |

## 年末版
年末には、スペシャル版を放送するのが恒例であった。
- 2001年までは12月の最終水曜日に『超特大生放送プラス1』と題して17:30から3時間半にわたって放送。
- 2002年と2003年は12月の最終日曜日に『バンキシャ!』と合体して『超合体!特大生放送!!バンキシャ!プラス1』を放送[8][9]。日本テレビ本社（当時の麹町社屋）Gスタジオに両番組のスタジオセットを模したセットを建て込んで生放送され、司会は笛吹・藤井と当時の『バンキシャ!』のメインキャスター、福澤朗（当時日本テレビアナウンサー）・菊川怜（女優）が務めた。オープニング曲は両番組のそれをミックスさせたものを使用した。
- 2004年12月30日には、『ニュースプラス1超強力スペシャル〜2004あのニュースの謎を解き明かせ〜』[9]が放送されたが、一部地域では放送されず、各紙には「NNNニュース」とは表記されたものの、ロゴも放送されなかったため、いきなり笛吹が登場し、ニュースを放送、木原によるお天気で終わり、またいきなり、CMまた別番組が放送されてしまった。このニュース&天気は全国パートのみの6分間の放送だった。読売テレビは非ネットとしていたが、事件報道のために急遽放送した（放送中に被疑者が護送される）。
- 2005年は12月28日の15:50 - 18:30に『ニュースプラス1超強力スペシャル〜2005あのニュースの謎を解き明かせ〜』[9]と題して放送。前年同様、一部地域ではローカル情報番組などを放送するためにネットされなかった（しかし、去年よりもネット局は増加）。なお、全国ニュースは18:15から『NNNニュース』として放送されたが、今回もキャスターがいきなり出てニュース読みから始まった。他局配慮のためか冒頭で、画面右上に『NNNニュース』というテロップは表示された（一部地域のみ）。ちなみに18:15になると、「それではここで全国ニュースをお伝えします」のアナウンスで入った。また、『NNNニュース』となっていたが、通常の『NNNニュース』のタイトルロゴやテロップは使用されず、テロップは通常の『プラス1』でのテロップを使用した。読売テレビのみ『NNNニュース』は5分間だった。

## ネット状況

### 系列局での番組タイトル
いずれも平日版のタイトル。以下の記号は2006年3月の放送終了時点。
- ●印：フルネット（16時・17時台の両パートを放送。天気コーナーは差し替え。また、ローカル番組のニュースコーナーで、17時台の一部分を数分間ネットする局も含む。）
- ☆印：18時台において「エンタメスポーツ」をネット。
- ★印：17時台において「エンタメ5」をネット。
- 系列の平日夕方のニュースは日テレNEWS24の『ウォッチ・ザ・にっぽん列島』でも一部分を放送していた（札幌テレビ、中京テレビ、よみうりテレビ、福岡放送と日替わりで1局の計5局のニュースを放送）。
- 番組開始にあたりそれまで『Today』などをタイトルに冠していた殆どの地域が『（ニュース）プラス1』（その前後に局略称あるいは地名が入る）に改題。既存のタイトルで継続する事となった青森・山形・秋田・山口・徳島でもタイトルの末尾に『プラス1』のロゴを付随[注 20]させたため、番組初期は地域によってタイトルが異なっていた裏番組の『スーパータイム』（フジテレビ）とは対照的に実質全系列で番組タイトルが統一されていた。当時『プラス1』をタイトルに冠していた局では「徳光（・〇〇）のプラス1」のようにメインキャスターの名前を新聞でのタイトルにする局も多かった。

| 放送対象地域   | 放送局                    | ネット       | 番組名 |
| -------------- | ------------------------- | ------------ | --- |
| 北海道         | 札幌テレビ（STV）         |              | 1988年4月 - 1991年9月：STVニュースTodayプラス1 1991年10月 - 放送中：STV NEWS ※『どさんこワイド』の16時・17時台が何らかの事情で放送できなくなった場合は『STVニュースプラス1』として17:50から放送。 |
| 青森県         | 青森放送（RAB）           |              | 1970年4月 - 1995年3月：RABニュースレーダー 1995年4月 - 2002年3月：出会いふれあい生テレビ（17時台）/RABニュースレーダー（18時台） 2002年4月 - 2005年3月：生テレビ（17時台）/RABニュースレーダー（18時台） 2005年4月 - 2009年3月：@なまてれ（17時台）/RABニュースレーダー（18時台） ※なお、『@なまてれ』内では月曜 - 木曜17:25ごろ - 17:27ごろに『ニュースプラス1』のトップニュースを日本テレビと同時放送。       |
| 岩手県         | テレビ岩手（TVI）         | ☆ （不定期） | 1988年4月 - 放送中：ニュースプラス1いわて ※1997年3月 - 1998年4月は『いわて特盛!5きげんテレビ』に内包。 ※『リアルタイム』となった2006年4月以降、さらに『news every.』となった2010年4月以降もなお、『ニュースプラス1いわて』として存続している（2代目ロゴの右下に平仮名で「いわて」をつけたロゴを使用している。これは土曜版も同様。）。                                                                           |
| 宮城県         | ミヤギテレビ（MMT）       |              | 1988年4月 - 1995年3月：MMTニュースプラス1 1995年4月 - 2006年3月：OH!バンデス NEWS PLUS 1 ※『OH!バンデス』が何らかの事情で放送できなくなった場合は『ニュースプラス1みやぎ（以前は『ミヤギテレビニュースプラス1』）』として17:50から放送。 |
| 秋田県         | 秋田放送（ABS）           | ☆            | 1981年4月 - 1990年3月：ABSニュースワイド 1990年4月 - 1994年9月：ニュースプラス1あきた 1994年10月 - 2006年3月：ABSワイドゆう（17時台）/ニュースプラス1あきた（18時台） |
| 山形県         | 山形放送（YBC）           |              | 1988年4月 - 1993年3月：YBCきょうのニュース・プラス1 1993年4月 - 1994年3月：YBCニュースプラス1 1994年4月 - 2001年3月：ピヨピヨ卵ばくだん（17時台）/YBCニュースプラス1（18時台） 2001年4月 - 2006年3月：ピヨ卵ワイド430（17時台）/YBCニュースプラス1（18時台） |
| 福島県         | 福島中央テレビ（FCT）     | ☆            | 1988年4月 - 1994年9月：ニュースプラス1ふくしま 1994年10月 - 2008年3月：ゴジてれシャトルNEWS ※『ゴジてれ』の16時台・17時台が何らかの事情で放送できなくなった場合は『FCTニュースプラス1』として17:50から放送。 |
| 山梨県         | 山梨放送（YBS）           |              | 1988年4月 - 2005年3月：NNN山日YBSワイドニュースプラス1 2005年4月 - 2006年3月：ゆうひのジャングル（17時台） / 山日YBSワイドニュース（18時台） |
| 新潟県         | テレビ新潟（TNN → TeNY ） |              | 1988年4月 - 1995年9月：TNNニュースプラス1 1995年10月 - 放送中：新潟一番NEWS ※『夕方ワイド新潟一番』の16時台・17時台が何らかの事情で放送できなくなった場合は『TeNYニュースプラス1』として17:50から放送。 |
| 長野県         | テレビ信州（TSB）         |              | 1991年4月 - 1999年3月：ニュースプラス1信州 1999年4月 - 2006年3月：ゆうがたGet!（17時台）/ニュースプラス1信州（18時台） ※1991年3月まではANN系列番組をネット。 |
| 静岡県         | 静岡第一テレビ（SDT）     | ☆            | 1988年4月 - 1991年3月：しずおかプラス1 1991年4月 - 1994年9月：News Waveプラス1 1994年10月 - 2006年3月：静岡○ごとワイド（17時台）/ニュースプラス1しずおか（18時台） |
| 富山県         | 北日本放送（KNB）         | ☆★           | 1988年4月 - 1999年3月：KNBプラス1→KNB NNNニュースプラス1 1999年4月 - 2006年3月：KNBわいどプラス1（17時台） / KNB NNNニュースプラス1（18時台） |
| 石川県         | テレビ金沢（KTK）         | ★            | 1990年4月 - 2006年3月：テレビ金沢ニュースプラス1 1996年4月 - 2004年9月：2時間ワイドじゃんけんぽん 2005年10月 - 2009年6月：びービーみつばち ※1990年4月1日開局。 |
| 福井県         | 福井放送（FBC）           | ☆            | 1988年4月 - 1996年3月：FBC NNNニュースプラス1 1996年4月 - 2006年3月：夕方いちばんプラス1 ※1995年4月 - 1996年3月は金曜日のみ『情報フロント530』に内包。 |
| 中京広域圏     | 中京テレビ（CTV）         |              | 1988年4月 - 2006年3月：中京テレビプラス1→中京テレビニュースプラス1 ※2006年1月以降、金曜17時台のみ『お助けマンマミーア!』が放送されていた。 |
| 近畿広域圏     | よみうりテレビ（YTV）     |              | 1988年4月 - 1990年3月：大阪発プラス1（初期は「ニュースプラス1」） 1990年4月 - 2009年3月：ニューススクランブル ※2005年11月 - 2006年7月は金曜日の17時台のみ『激テレ★金曜日』が放送されていた。 |
| 鳥取県・島根県 | 日本海テレビ（NKT）       |              | 1988年4月 - 2006年9月：ニュース日本海プラス1 |
| 広島県         | 広島テレビ（HTV）         |              | 1988年4月 - 1993年3月：ニュースプラス1ひろしま 1993年4月 - 2008年3月：テレビ宣言 |
| 山口県         | 山口放送（KRY）           |              | 1976年 - 1995年3月：KRY テレビ夕刊（1988年4月から番組終了まで「KRYテレビ夕刊 プラス1」） 1995年4月 - 2006年3月：プラス1やまぐち 1999年4月 - 2006年3月：熱血テレビ（17時台）、プラス1やまぐち（18時台） ※2006年3月21日にWBCで日本が優勝した際、『熱血テレビ』の放送予定がなかったため、17:25 - 18:17に『プラス1』を放送した。17:25 - 17:50を放送するのは初めてで、このようなネットはこの日が最初で最後になった。 |
| 香川県・岡山県 | 西日本放送（RNC）         | ●☆           | 1988年4月 - 1992年3月：RNCニュースプラス1 1992年4月 - 1993年3月：RNCワイド90プラス1 1993年4月 - 2006年3月：RNCワイドニュースプラス1 |
| 徳島県         | 四国放送（JRT）           |              | 1982年4月 - 1998年3月：フォーカス徳島 1998年4月 - 2008年9月：530フォーカス徳島（17時台）/フォーカス徳島（18時台） |
| 愛媛県         | 南海放送（RNB）           | ☆★           | 1988年4月 - 1996年3月：なんかいNEWS5-30プラス1 1996年4月 - 2004年3月：特急!なんかいNEWSプラス1 2004年4月 - 2006年3月：おかえりテレビ（17時台）/おかえりテレビプラス1（18時台） |
| 高知県         | 高知放送（RKC）           |              | 1988年4月 - 1989年3月：ニュースプラス1こうち 1989年4月 - 2006年9月：こうちNOW |
| 福岡県         | 福岡放送（FBS）           |              | 1988年4月 - 1995年9月：FBSニュースプラス1 1995年10月 - 2011年3月：MENTAI NEWS FUKUOKA |
| 長崎県         | 長崎国際テレビ（NIB）     | ☆            | 1991年4月 - 2006年3月：ニュースプラス1ながさき ※1991年4月1日開局。 |
| 熊本県         | くまもと県民テレビ（KKT） | ☆            | 1988年4月 - 1997年3月：ニュースプラス1くまもと 1997年4月 - 放送中：テレビタミンNEWS ※『テレビタミン』の16時・17時台は何らかの事情で放送できなくなった場合は『KKTニュースプラス1』として17:50から放送。 |
| 鹿児島県       | 鹿児島読売テレビ（KYT）   | ●            | 1994年4月 - 2006年3月：KYTニュースプラス1 ※1994年4月1日開局。 |

### 備考
- 青森放送では、平日18:08頃のローカル提供クレジットおよび土曜日のエンディングクレジット時のBGMは、1990年代中期に『日曜夕刊』の全国ネットエンディングで使われた曲と同じであった（『Newsリアルタイム』[注 22] でも引き続き使われている）。また、土曜日のエンディングの番組タイトルスーパーは1996年4月に『プラス1・サタデー』とタイトル変更された当時のロゴが最後まで使われた。
- 福井放送、日本海テレビ、山口放送は最後まで初代のタイトルロゴを使用していた。また、地上デジタル開始前の局は2代目のタイトルロゴを使用しているところも多かった。
- 日本海テレビでは初期、週末は全国ニュースが『ニュースプラス1』または『日曜夕刊』、ローカルは『ニュース日本海プラス1』と、同じプラス1でテーマ音楽もタイトルロゴも同じながら別々の番組として放送していた。後者のエンディングは、関東での本編平日エンディングと同じ音楽である。この頃、徳光と日本海テレビアナウンサーらが平日の『ニュース日本海プラス1』の宣伝CMを作っており、徳光が終盤で「ニュースは新鮮!日本海!」と叫び、全員でタイトルコールをして締めていた。なお、日本海テレビは全国ニュースのプラス1が2006年に終了した後も、9月まで引き続き夕方ニュース全体を『プラス1』と呼んでいた（タイトルロゴは変更）。

## インターネット配信
- 2006年2月から、平日の全国ニュース・特集コーナーの「大注目」、「必見!」は、インターネットで動画配信されていた。2006年2月6日からインターネットでの無料配信がスタートした。配信されるのは平日17:50 - 18:17の全国ニュース部分である（CMはカット）。スポーツ映像など一部映像は権利の都合上、お断り画面に差し替えまたはカットされているため、その部分の穴埋めで関東ローカル枠の一部分も配信されることがある。また、特集コーナー「大注目」と「必見!」も配信されていた。
- キャスター日記は『映像ブログ』という形で、終了後のキャスターの様子やトークを動画で配信していた。
- 動画ニュース・キャスター日記は平日20:00過ぎに更新される予定となっていた。また、「大注目」と「必見!」は毎週水曜日に更新された。
- なお、第2日本テレビでは、土曜日のコーナー『マル秘ウォッチ永田町』の配信も行っている（内容は放送終了後に更新）。